# Janine Helland
Janine Helland, née Janine Wood le 24 avril 1970 à Edmonton en Alberta, est une ancienne joueuse internationale canadienne du soccer qui jouait au poste de défenseur.

## Biographie

### Carrière internationale (1990-1999)
Le 20 avril 1990, Janine Helland honore sa première sélection contre la Chine en match amical. Elle commence la rencontre comme titulaire, et le match se solde par une défaite de 2-0 des Canadiennes. En juin 1995, elle participe à sa première Coupe du monde, compétition organisée en Suède. Lors du mondial, elle joue trois matchs. Le Canada est éliminée au premier tour du mondial. Le 4 juillet 1996, elle inscrit son unique but en sélection face au Brésil (défaite 2-1). 
Puis, en juin 1999 elle participe à sa seconde et dernière Coupe du monde, compétition organisée aux États-Unis. Elle est nommée capitaine de l'équipe pour ce tournoi. Lors du mondial, elle joue trois rencontres. Le Canada est éliminée au premier tour du mondial. Lors du troisième match des phases de groupes face à la Russie (défaite 4-1), cette rencontre est la dernière de la carrière de footballeuse de Janine Helland.
Janine Helland compte quarante-sept sélections (dont quarante-six en tant que titulaire) et un but avec l'équipe du Canada entre 1990 et 1999.

## Palmarès

### En club
- Avec les  Pandas de l'Alberta
  - Vainqueur du Trophée Gladys-Bean (en) en 1989[8]

### En sélection
- Avec le  Canada
  - Finaliste du Championnat de la CONCACAF en 1991 et 1994

### Distinctions individuelles
- Vainqueur du Prix Gunn-Baldursson en 1989[9]
- Joueuse canadienne de l'année en 1997[10]
- Membre du Temple de la renommée (en) de l'Association canadienne de soccer depuis 2013[11],[12]